# Бранковина
Бранковина је насељено место града Ваљева у Колубарском округу, око 12 km северно од Ваљева. Надморска висина је 267 m. Према попису из 2022. било је 445 становника.
У оквиру места Бранковина постоје и две културно - историјске целине које чине знаменито место Бранковина. Црква Светих Арханђела, која је завршена 1830. године, задужбина је Проте Матеје Ненадовића.
Добро је очувана, а при цркви се чува драгоцена црквена ризница у виду својеврсне музејске збирке. Њу чине црквени предмети, богослужбене књиге и историјски документи из 18. и 19. века.
У непосредној близини цркве је група надгробних споменика из 19. века, њих око двадесетак.
Овде су сахрањени бројни чланови породице Ненадовић, али и виђеније личности неких других породица из Бранковине.
Ретки примерци народног градитељства, собрашице, којих има 5 сачувани су такође у порти цркве. Потичу из 19. века, грађене су у близини цркава или манастира. Служиле су за окупљање народа у време светковина, сабора, црквених празника. Једноставног су облика, правоугаоне основе, са ниским, каменом озиданим темељом и четвороводним кровом. Некада су биле покривене шиндром, а данас бибер црепом.
У школском дворишту, другом делу културно - историјског комплекса, које раздваја Школски поток, налази се још један споменик народног неимарства, вајат Ненадовића. У њему је 1826. године рођен књижевник Љуба Ненадовић. Прва државна школа сазидана је 1836. године у Бранковини. То је масивна приземна грађевина правоугаоне основе. У складу са народном градитељском традицијом и изгледа као нешто већа сеоска кућа. Њен унутрашњи распоред је прилагођен школској намени. Ова стара школа се назива „Протина“ (ОШ „Прота Матеја Ненадовић” Бранковина). Данас је у овој згради постављена музејска изложба посвећена развоју школства и просвете у то време. Посебно је занимљив реконструисани ентеријер једне учионице с краја 19. века. Нова школска зграда је подигнута 1894. године. У њој је учила песникиња Десанка Максимовић, а њен отац је био учитељ у тој школи. „Десанкина школа“ је обновљена 1985. године.
У новоуређеном простору налази се стална изложбена поставка о животном и књижевном путу песникиње, сала за програме и библиотека. Иза ове школе налази се помоћна зграда, вероватно подигнута средином 19. века, такође вредан примерак народног неимарства. Служила је као школска писарница.
У Бранковини је позната песникиња Десанка Максимовић провела детињство, а у црквеној порти, нешто даље од саме цркве налази се и њен гроб.
Петар Соколовић из Бранковине је 1816. године саставио "Неколико стихова о возбужденију Србског Витеза Милоша Обреновића, против Скопљак Сулејман паше". Рукопис је објавио 1827. године у Будиму, Јосиф Миловук.
У близини села се налази и Споменик на Бранковинском вису, пирамидалног облика, висине 4,55 метара, као обележје места одакле је 28. фебруара 1804. године народ ваљевског краја, под вођством проте Матеје и Јакова Ненадовића започео борбу против турског завојевача. Споменик је подигнут на 150-огодишњицу подизања устанка.
Овде се одржавају Дани малине у Бранковини.

## Демографија
У насељу Бранковина живи 448 пунолетних становника, а просечна старост становништва износи 40,5 година (39,5 код мушкараца и 41,6 код жена). У насељу има 160 домаћинстава, а просечан број чланова по домаћинству је 3,58.
Ово насеље је великим делом насељено Србима (према попису из 2002. године).
|  |

| Демографија | Демографија | Демографија |
| Година      | Становника  | Становника  |
| ----------- | ----------- | ----------- |
| 1948.       | 862         |             |
| 1953.       | 919         |             |
| 1961.       | 982         |             |
| 1971.       | 866         |             |
| 1981.       | 781         |             |
| 1991.       | 529         | 528         |
| 2002.       | 573         | 588         |

| Етнички састав према попису из 2002.‍ | Етнички састав према попису из 2002.‍ | Етнички састав према попису из 2002.‍ | Етнички састав према попису из 2002.‍ | Етнички састав према попису из 2002.‍ |
| ------------------------------------ | ------------------------------------ | ------------------------------------ | ------------------------------------ | ------------------------------------ |
|                                      |                                      |                                      |                                      |                                      |
| Срби                                 | Срби                                 |                                      | 550                                  | 95,98%                               |
| Црногорци                            | Црногорци                            |                                      | 8                                    | 1,39%                                |
| Роми                                 | Роми                                 |                                      | 6                                    | 1,04%                                |
| Украјинци                            | Украјинци                            |                                      | 1                                    | 0,17%                                |
| непознато                            | непознато                            |                                      | 8                                    | 1,39%                                |

| \| \| м \| \| \| ж \| \| ? \| 9 \| \| \| 7 \| \| 80+ \| 5 \| \| \| 5 \| \| 75—79 \| 7 \| \| \| 19 \| \| 70—74 \| 18 \| \| \| 23 \| \| 65—69 \| 15 \| \| \| 19 \| \| 60—64 \| 12 \| \| \| 20 \| \| 55—59 \| 23 \| \| \| 12 \| \| 50—54 \| 12 \| \| \| 5 \| \| 45—49 \| 22 \| \| \| 20 \| \| 40—44 \| 28 \| \| \| 22 \| \| 35—39 \| 22 \| \| \| 12 \| \| 30—34 \| 11 \| \| \| 24 \| \| 25—29 \| 14 \| \| \| 7 \| \| 20—24 \| 23 \| \| \| 15 \| \| 15—19 \| 23 \| \| \| 19 \| \| 10—14 \| 25 \| \| \| 22 \| \| 5—9 \| 10 \| \| \| 16 \| \| 0—4 \| 11 \| \| \| 16 \| \| Просек : \| 39,5 \| \| \| 41,6 \| |      |  |  |      |
| |      |  |  |      |
| | м    |  |  | ж    |
| ? | 9    |  |  | 7    |
| 80+ | 5    |  |  | 5    |
| 75—79 | 7    |  |  | 19   |
| 70—74 | 18   |  |  | 23   |
| 65—69 | 15   |  |  | 19   |
| 60—64 | 12   |  |  | 20   |
| 55—59 | 23   |  |  | 12   |
| 50—54 | 12   |  |  | 5    |
| 45—49 | 22   |  |  | 20   |
| 40—44 | 28   |  |  | 22   |
| 35—39 | 22   |  |  | 12   |
| 30—34 | 11   |  |  | 24   |
| 25—29 | 14   |  |  | 7    |
| 20—24 | 23   |  |  | 15   |
| 15—19 | 23   |  |  | 19   |
| 10—14 | 25   |  |  | 22   |
| 5—9 | 10   |  |  | 16   |
| 0—4 | 11   |  |  | 16   |
| Просек : | 39,5 |  |  | 41,6 |

| Година пописа     | 1948. | 1953. | 1961. | 1971. | 1981. | 1991. | 2002. |
| ----------------- | ----- | ----- | ----- | ----- | ----- | ----- | ----- |
| Број домаћинстава | 161   | 179   | 215   | 210   | 204   | 146   | 160   |

| Број чланова      | 1  | 2  | 3  | 4  | 5  | 6  | 7 | 8 | 9 | 10 и више | Просек |
| ----------------- | -- | -- | -- | -- | -- | -- | - | - | - | --------- | ------ |
| Број домаћинстава | 32 | 32 | 20 | 22 | 21 | 20 | 8 | 1 | 2 | 2         | 3,58   |

| Пол    | Укупно | Неожењен/Неудата | Ожењен/Удата | Удовац/Удовица | Разведен/Разведена | Непознато |
| ------ | ------ | ---------------- | ------------ | -------------- | ------------------ | --------- |
| Мушки  | 244    | 72               | 146          | 12             | 11                 | 3         |
| Женски | 229    | 28               | 149          | 39             | 10                 | 3         |
| УКУПНО | 473    | 100              | 295          | 51             | 21                 | 6         |

| Пол    | Укупно                    | Пољопривреда, лов и шумарство | Рибарство                            | Вађење руде и камена | Прерађивачка индустрија       |
| ------ | ------------------------- | ----------------------------- | ------------------------------------ | -------------------- | ----------------------------- |
| Мушки  | 159                       | 112                           | 0                                    | 0                    | 16                            |
| Женски | 88                        | 63                            | 0                                    | 0                    | 3                             |
| Укупно | 247                       | 175                           | 0                                    | 0                    | 19                            |
|        |                           |                               |                                      |                      |                               |
| Пол    | Производња и снабдевање   | Грађевинарство                | Трговина                             | Хотели и ресторани   | Саобраћај, складиштење и везе |
| Мушки  | 0                         | 9                             | 7                                    | 0                    | 3                             |
| Женски | 0                         | 0                             | 9                                    | 1                    | 1                             |
| Укупно | 0                         | 9                             | 16                                   | 1                    | 4                             |
|        |                           |                               |                                      |                      |                               |
| Пол    | Финансијско посредовање   | Некретнине                    | Државна управа и одбрана             | Образовање           | Здравствени и социјални рад   |
| Мушки  | 0                         | 0                             | 2                                    | 5                    | 1                             |
| Женски | 0                         | 2                             | 1                                    | 4                    | 4                             |
| Укупно | 0                         | 2                             | 3                                    | 9                    | 5                             |
|        |                           |                               |                                      |                      |                               |
| Пол    | Остале услужне активности | Приватна домаћинства          | Екстериторијалне организације и тела | Непознато            | Непознато                     |
| Мушки  | 2                         | 0                             | 0                                    | 2                    | 2                             |
| Женски | 0                         | 0                             | 0                                    | 0                    | 0                             |
| Укупно | 2                         | 0                             | 0                                    | 2                    | 2                             |

## Галерија
- Браковина - Културно-историјски комплекс
- Браковина - Културно-историјски комплекс
- Браковина - Културно-историјски комплекс
- Браковина - Културно-историјски комплекс
- Браковина - Културно-историјски комплекс
- Браковина - Културно-историјски комплекс
- Браковина - Културно-историјски комплекс
- Браковина - Културно-историјски комплекс
- Браковина - Културно-историјски комплекс
- Браковина - Културно-историјски комплекс